# Rocca Vittiana
Rocca Vittiana è una frazione del comune di Varco Sabino (RI), nel Lazio.

## Geografia fisica

### Territorio
ll paese è situato a 660 m s.l.m. nel territorio tra la valle del Salto e quella del Turano, sul versante del fiume Salto, in prossimità del lago del Salto, bacino artificiale creato nel 1940 attraverso la realizzazione dell'omonima diga, ad est dell'area protetta della riserva naturale Monte Navegna e Monte Cervia.

## Storia
Al pari degli altri paesi nell'interflumine tra Salto e Turano, Rocca Vittiana potrebbe trarre la sua origine dall'incastellamento di un abitato preesistente. Il fenomeno sarebbe avvenuto all'epoca dell'invasione dei saraceni nell'area - nel X secolo - o precedentemente - già nel V secolo - all'epoca delle guerre gotiche.
In seguito, dopo la conquista longobarda della penisola, il suo territorio entrò a far parte dei possedimenti dell'abbazia di San Salvatore Maggiore tra i cui castelli era ricordato, ancora nel XVII secolo, come Arx Vittiani.